# Museum of Fine Arts (Boston)
Museum of Fine Arts i Boston i Massachusetts i USA er et amerikansk kunstmuseum. Museet er det fjerdestørste i USA og er med mere end 450.000 kunstgenstande et af de mest omfattende kunstsamlinger på de amerikanske kontinenter. Museet har mere end 1 million årlige gæster og var i 2014 nr. 55 på listen over mest besøgte museer i verden.
Museet blev grundlagt i 1870 og flyttede til sin nuværende placering i 1909.

## Historik
Museet blev grundlagt i 1870 og åbnede i 1876. Størstedelen af museets oprindelige samling var overtaget fra Boston Athenaeum Art Gallery. Emil Otto Grundmann var museets første direktør. Museet var oprindeligt placeret i en rigt udsmykket murstensbygning i nygotisk stil på Copley Square designet af John Hubbard Sturgis og Charles Brigham.
I 1907 blev det besluttet at flytte museet til nye lokaler på Huntington Avenue i Bostons Fenway-Kenmore-kvarter nær det nye Isabella Stewart Gardner Museum. Museet antog arkitekten Guy Lowell til at tegne den nye bygning, der skulle opføres i etaper i takt med at der blev opnået finansiering til projektet. To år senere, i 1909, stod den første bygningssektion i Lowells neo-klassiske stil færdig, og museet flyttede senere på året til de nye lokaler.
Efterfølgende er musset blevet løbende udbygget, primært i årene fra 1915-1928. Seneste udbygning var indvielsen af en ny fløj i november 2010, "Art of Americas Wing", tegnet af Foster and Partners.

## Samlinger
Museets samlinger omfatter blandt andet:
- Skulpturer, sarkofager og smykker fra Det gamle Egypten
- Fransk impressionistisk og postimpressionistisk maleri, som Paul Gauguins Hvorfra kommer vi? Hvad er vi? Hvor går vi hen? og værker af Manet, Pierre-Auguste Renoir, Degas, Monet, Vincent van Gogh og Paul Cézanne
- Amerikansk kunst fra 1700- og 1800-tallet, blandt andet værker af John Singleton Copley,Winslow Homer, Edward Hopper og John Singer Sargent
- Kinesisk maleri, kalligrafi og kunsthåndværk
- En stor samling japansk kunst, særlig keramik

## Eksempler på museets værker

### Amerikansk kunst
- John Singleton Copley, Paul Revere, 1768
- John Singleton Copley, Watson and the Shark, 1778
- Gilbert Stuart, George Washington, 1796
- Washington Allston, Self-Portrait, 1805
- Charles Bird King, Still Life on a Green Table Cloth, 1815
- Fitz Henry Lane, Salem Harbor, 1853
- Martin Johnson Heade, Passion Flowers and Hummingbirds, c. 1870-1873
- William Rimmer, Flight and Pursuit, 1872
- Mary Cassatt, In the Loge, 1878
- Mary Cassatt, Tea, 1880
- John Singer Sargent, The Daughters of Edward Darley Boit, 1882
- Winslow Homer, The Fog Warning, 1885
- Childe Hassam, At Dusk (Boston Common at Twilight), 1886
- John Singer Sargent, Mrs. Fiske Warren (Gretchen Osgood) and Her Daughter Rachel, 1903

### Europæisk kunst
- Rosso Fiorentino, The Dead Christ with Angels, 1524-1527
- Workshop of Pieter Bruegel the Elder, Combat between Carnival and Lent, 1525-1569
- El Greco, Fray Hortensio Félix Paravicino, 1609
- Rembrandt, The Artist in his Studio, 1628
- Diego Velázquez, Don Baltasar Carlos with a Dwarf, 1632
- Claude Lorrain, Apollo and the Muses on Mount Helion, 1680
- Giovanni Paolo Panini, Picture Gallery with Views of Modern Rome, 1757
- Francisco Goya, Seated Giant, 1818
- J.M.W. Turner, The Slave Ship 1840
- Dante Gabriel Rossetti, Bocca Baciata, 1859
- Edouard Manet, Street Singer, 1862
- Henri Regnault, Automedon with the Horses of Achilles, 1868
- Edgar Degas, At the Races in the Countryside, 1869
- Edgar Degas, Racehorses at Longchamp, 1873–1875
- Claude Monet, La Japonaise, 1876
- Paul Cézanne, Madame Cézanne in a Red Armchair, 1877
- Auguste Renoir, Dance at Bougival, 1883
- Gustave Caillebotte, Man at His Bath, 1884
- Claude Monet, Poppy Field in a Hollow near Giverny, 1888
- Vincent van Gogh, Postman Joseph Roulin, 1888
- Vincent van Gogh, La Berceuse, 1889
- Paul Gauguin, Where Do We Come From? What Are We? Where Are We Going?, 1897
- Vilhelm Hammershøi, Woman in an Interior, 1909

### Antikviteter
- King Menkaura (Mycerinus) and queen, 2490–2472 BCE
- Winged Protective Deity, 883-859 BCE
- Goddess Tawaret, 623-595 BCE
- Marine Mosaic, 200-230 CE